# 東京南部小包集中局
東京南部小包集中局（とうきょうなんぶこづつみしゅうちゅうきょく）とは、東京都中央区銀座にかつて存在した郵便局である。

## 概要
1960年代以降、東京地区の郵便物の激増に伴い、小包郵便物等を効率よく専門に処理する集中局として設置された。

## 沿革
- 1902年 - 逓信省が開庁、1923年の関東大震災により大手町へ移転するまで庁舎が置かれる。当時の地名は「東京市京橋区木挽町」。
- 1968年（昭和43年）9月16日 - 郵便物増加によって逼迫する東京中央郵便局から小包分配・差立事務の一部及び書籍小包等の大量差出の引受事務を移管、中央区銀座に東京南部小包集中局を設置。
- 1990年（平成2年）8月6日 - 江東区新砂に東京小包郵便局の設置に伴い、廃局。
- 1991年（平成3年）3月29日 - 書籍小包等の大量差出の引受事務を行うため、前年に廃止された当局の局舎を再利用する形で銀座郵便局が開局[1]。

## 取扱内容
- 東京都区および島嶼内各局引受の西日本（郵便番号の上2桁が41 - 93）あて非速達小包の集中差立事務
- 西日本から東京都にあてる非速達小包の分配事務
- 料金別後納及び書籍小包の大量差出の引受事務
- 超特急郵便及び即日配達郵便（23区内全域）の集配業務（廃局後は東京中央郵便局、後に銀座郵便局へと移管されたが業務は一貫して当地で継続された。）

## 風景印
風景印（風景入通信日付印）が配備されていた。現在は廃止。

### 過去の風景印
形は円形の普通印である。
図案は『局舎』・『浜離宮庭園』・『築地本願寺』
使用期間は1982年（昭和57年）6月1日 - 1990年（平成2年）8月5日
、廃局に伴い廃止。